# 제프 브리지스
제프 브리지스(영어: Jeff Bridges, 1949년 12월 4일 ~ )는 미국의 배우이다. 70년대에 데뷔하여 여러 영화에서 주연을 맡았고, 아카데미상에 7번 후보로 올랐다. 대표작으로 《마지막 영화관》(1971), 《대도적》(1974), 《트론》(1982), 《스타맨》(1984), 《위대한 레보스키》(1998), 《아이언맨》(2008), 《크레이지 하트》(2009), 《더 브레이브》(2010), 《로스트 인 더스트》(2016) 등이 있다.

## 출연작 목록

### 영화
| 연도 | 제목                             | 원제                                  | 배역                            | 비고       |
| ---- | -------------------------------- | ------------------------------------- | ------------------------------- | ---------- |
| 1970 | 분노의 전당                      | Halls of Anger                        | 더그                            |            |
| 1971 | 마지막 영화관                    | The Last Picture Show                 | 두에인 잭슨                     |            |
| 1971 |                                  | The Yin and the Yang of Mr. Go        | 니로 피니건                     |            |
| 1972 | 팻 시티                          | Fat City                              | 어니 멍거                       |            |
| 1972 | 배드 컴퍼니                      | Bad Company                           | 잭 럼지                         |            |
| 1973 | 롤리마돈나 XXX                   | Lolly-Madonna XXX                     | 잭 페더                         |            |
| 1973 | 라스트 아메리칸 히어로           | The Last American Hero                | 엘로이 잭슨 주니어              |            |
| 1973 | 얼음장수 오다                    | The Iceman Cometh                     | 돈 패릿                         |            |
| 1974 | 대도적                           | Thunderbolt and Lightfoot             | 라이트풋                        |            |
| 1975 | 란초 딜럭스                      | Rancho Deluxe                         | 잭 매키                         |            |
| 1975 | 하츠 오브 더 웨스트              | Hearts of the West                    | 루이스 테이터                   |            |
| 1976 | 스테이 헝그리                    | Stay Hungry                           | 크레이그 블레이크               |            |
| 1976 | 킹콩                             | King Kong                             | 잭 프레스콧                     |            |
| 1978 | 사랑의 모험                      | Somebody Killed Her Husband           | 제리 그린                       |            |
| 1979 | 윈터 킬                          | Winter Kills                          | 닉 키건                         |            |
| 1979 | 아메리칸 석세스 컴퍼니           | The American Success Company          | 해리 플라워스                   |            |
| 1980 | 천국의 문                        | Heaven's Gate                         | 존 L. 브리지스                  |            |
| 1981 | 커터스 웨이                      | Cutter's Way                          | 리처드 본                       |            |
| 1982 | 트론                             | Tron                                  | 케빈 플린 / CLU                 |            |
| 1982 | 영혼의 키스                      | Kiss Me Goodbye                       | 루퍼트 베인스                   |            |
| 1982 | 마지막 유니콘                    | The Last Unicorn                      | 리르 왕자                       | 애니메이션 |
| 1984 | 어게인스트                       | Against All Odds                      | 테리 브로건                     |            |
| 1984 | 스타맨                           | Starman                               | 스콧 헤이든 / 스타맨            |            |
| 1985 | 톱니 바퀴의 칼날                 | Jagged Edge                           | 잭 포레스터                     |            |
| 1986 | 죽음의 백색 테러단               | 8 Million Ways to Die                 | 맷 스커더                       |            |
| 1986 | 살의의 아침                      | The Morning After                     | 터너 켄들                       |            |
| 1987 | 나딘                             | Nadine                                | 버넌 하이타워                   |            |
| 1988 | 터커                             | Tucker: The Man and His Dream         | 프레스턴 터커                   |            |
| 1989 | 이별 없는 아침                   | See You in the Morning                | 래리 리빙스턴                   |            |
| 1989 | 사랑의 행로                      | The Fabulous Baker Boys               | 잭 베이커                       |            |
| 1990 | 마지막 쇼                        | Texasville                            | 두에인 잭슨                     |            |
| 1991 | 피셔 킹                          | The Fisher King                       | 잭 루커스                       |            |
| 1992 | 어게인                           | American Heart                        | 잭 켈슨                         |            |
| 1993 | 사랑의 커피                      | The Vanishing                         | 바니 커즌스                     |            |
| 1993 | 공포 탈출                        | Fearless                              | 맥스 클라인                     |            |
| 1994 | 분노의 폭발                      | Blown Away                            | 지미 도브 / 리엄 맥기브니       |            |
| 1995 | 와일드 빌                        | Wild Bill                             | 제임스 버틀러 히콕              |            |
| 1996 | 화이트 스콜                      | White Squall                          | 크리스토퍼 셸던                 |            |
| 1996 | 로즈 앤 그레고리                 | The Mirror Has Two Faces              | 그레고리 라킨                   |            |
| 1996 | 히든 인 아메리카                 | Hidden in America                     | 빈센트                          | TV 영화    |
| 1998 | 위대한 레보스키                  | The Big Lebowski                      | 제프리 레보스키                 |            |
| 1999 | 함정                             | Arlington Road                        | 마이클 패러데이                 |            |
| 1999 | 뮤즈                             | The Muse                              | 잭 워릭                         |            |
| 1999 | 심파티코                         | Simpatico                             | 라일 카터                       |            |
| 2000 | 컨텐더                           | The Contender                         | 잭슨 에번스                     |            |
| 2001 | 범죄의 향기                      | Scenes of the Crime                   | 지미 버그                       |            |
| 2001 | 케이 팩스                        | K-PAX                                 | 마크 파월                       |            |
| 2003 | 가장과 익명                      | Masked and Anonymous                  | 톰 프렌드                       |            |
| 2003 | 씨비스킷                         | Seabiscuit                            | 클레이턴 S. 하워드              |            |
| 2004 | 킴 베신져의 바람난 가족          | The Door in the Floor                 | 테드 콜                         |            |
| 2005 | 아마츄어들                       | The Amateurs                          | 앤디                            |            |
| 2005 | 타이드랜드                       | Tideland                              | 노아                            |            |
| 2006 | 스틱 잇                          | Stick It                              | 버트 비커먼                     |            |
| 2007 | 서핑 업                          | Surf's Up                             | 아찌                            | 애니메이션 |
| 2008 | 아이언맨                         | Iron Man                              | 오버다이아 스테인 / 아이언 몽거 |            |
| 2008 | 어 도그 이어                     | A Dog Year                            | 존 캐츠                         | TV 영화    |
| 2008 | 하우 투 루즈 프렌즈              | How to Lose Friends & Alienate People | 클레이턴 하딩                   |            |
| 2009 | 오픈 로드                        | The Open Road                         | 카일                            | 촬영중     |
| 2009 | 크레이지 하트                    | Crazy Heart                           | 배드 블레이크                   | 촬영중     |
| 2009 | 초민망한능력자들                 | The Men Who Stare at Goats            | 빌 장고                         |            |
| 2010 | 트론: 새로운 시작                | Tron: Legacy                          | 케빈 플린                       |            |
| 2010 | 더 브레이브                      | True Grit                             | 루스터 코그번                   |            |
| 2011 | 트론: 넥스트 데이                | Tron: The Next Day                    | 케빈 플린 / CLU 2               | 단편       |
| 2013 | R.I.P.D.: 알.아이.피.디.         | R.I.P.D.                              | 로이스퍼스 펄시퍼               |            |
| 2014 | 더 기버: 기억전달자              | The Giver                             | 기억전달자                      |            |
| 2014 | 7번째 아들                       | Seventh Son                           | 그레고리                        |            |
| 2015 | 어린 왕자                        | The Little Prince                     | 비행사                          | 애니메이션 |
| 2016 | 로스트 인 더스트                 | Hell or High Water                    | 마커스 해밀턴                   |            |
| 2017 | 리빙보이 인 뉴욕                 | The Only Living Boy in New York       | W. F. 제럴드                    |            |
| 2017 | 킹스맨: 골든 서클                | Kingsman: The Golden Circle           | 샴페인                          |            |
| 2017 | 온리 더 브레이브                 | Only the Brave                        | 두에인 스타브링크               |            |
| 2018 | 배드 타임즈: 엘 로얄에서 생긴 일 | Bad Times at the El Royale            | 대니얼 플린 신부 / 독 오켈리    |            |
| 2019 | 스파이더맨: 파 프롬 홈           | Spider-Man: Far From Home             | 오버다이아 스테인               | 카메오     |

### 텔레비전 드라마
| 연도 | 제목    | 원제        | 배역      | 비고 |
| ---- | ------- | ----------- | --------- | ---- |
| 2022 | 올드 맨 | The Old Man | 댄 체이스 |      |

## 수상 경력
- 1984년 제10회 새턴어워즈 최우수남우주연상
- 1990년 쇼웨스트어워즈 올해의 남자배우상
- 1992년 제7회 인디펜던트스피릿어워즈 남우주연상
- 2000년 보스턴영화제 우수영화상
- 2003년 제18회 산타바바라국제영화제 모던 마스터상
- 2004년 제52회 산세바스찬국제영화제 평생공로상
- 2004년 제75회 미국비평가협회상 평생공로상
- 2005년 인터네셔널 사인필리 소셔티 어워즈 남우주연상
- 2009년 앨리스 오브 우먼 저널리스트 어워즈 남우주연상
- 2009년 뉴욕온라인비평가협회상 남우주연상
- 2009년 덴버비평가협회상 남우주연상
- 2010년 루와비평가협회상 남우주연상
- 2010년 프리즘어워즈 영화부문 남자배우상
- 2010년 AARP 어워즈 남우주연상
- 2010년 골드더비어워즈 영화부문 남우주연상
- 2010년 제21회 팜스프링스국제영화제 데저트 팜 업적상
- 2010년 제67회 골든글로브시상식 드라마부문 남우주연상
- 2010년 제35회 LA비평가협회상 남우주연상
- 2010년 제15회 크리틱스초이스 남우주연상
- 2010년 제16회 미국배우조합상 영화부문 남우주연상
- 2010년 제25회 인디펜던트스피릿어워즈 남우주연상
- 2010년 제82회 아카데미시상식 남우주연상
- 2011년 휴스턴비평가협회상 평생공로상
- 2011년 제37회 새턴어워즈 최우수남우주연상
- 2011년 BAFTA 로스엔젤라스 브리타니아 어워즈 우수배우상
- 2016년 캔자스시티비평가협회상 남우조연상
- 2016년 디트로이트비평가협회상 남우조연상
- 2016년 플로리다비평가협회상 남우조연상
- 2016년 포닉스비평가협회상 남우조연상
- 2016년 제21회 새틀라이트시상식 남우조연상
- 2016년 골든스모이스어워즈 남우조연상
- 2017년 노스캐롤라이나비평가협회상 남우조연상
- 2017년 제32회 산타바바라국제영화제 아메리칸 리비에라상
- 2017년 제88회 미국비평가협회상 남우조연상
- 2017년 휴스턴비평가협회상 남우조연상
- 2017년 AARP어워즈 남우조연상
- 2019년 제76회 골든글로브시상식 평생공로상